# Ранжированное общество
Ранжированное общество — форма доклассовой социальной организации, первобытное общество с имущественным неравенством и неравенством статуса. В ранжированном обществе возникает принудительное отчуждение прибавочного продукта в связи с функциональной дифференциацией общества, в котором зарождаются первые потестарные структуры.
Процесс становления государственных структур, изученный этнологами и социоантропологами на материале многих древних и современных обществ, включает ряд этапов социально-политического развития, выделяемый учёными, от эгалитарного (первобытнообщинного) к ранжированному, затем к стратифицированному и, наконец, классовому общественному устройству; каждому из них соответствует своя потестарно-политическая структура, начиная от главы рода (общины) и заканчивая государством. Схему предложил американский антрополог и неоэволюционист Мортон Фрид в 1967 году. Ранжированное общество является второй фазой в развитии социальной интеграции и организации у М. Фрида. Схема пользуется большой популярностью у исследователей. Именно переход от эгалитарных обществ к ранжированным имело в виду понятие революция рангов, предложенное американским археологом Кентом Флэннери в 1994 году. Под этим термином автор понимал хозяйственную и культурную перестройку древних обществ между неолитической и городской революциями, которая привела к резкому усилению иерархических градаций в обществе.
Основным показателем социального развития общества считается степень его функциональной дифференциации, которая возникает значительно раньше социальной и имущественной. Её формирование определило сложение «ранжированного», по М. Фриду, или «племенного», по Э. Сервису, общества, характеризуемого тем, что «число статусов повышенной ценности ограничено так, что далеко не все, обладающие способностью занимать данный статус, имеют его». В рамках ранжированного общества возникают первые потестарные и потестарно-политические структуры.
Эти структуры основаны на организационных принципах ранжирования индивидуальных статусов внутри местной общины и регионально централизованной организации местных общин, ранее, в рамках эгалитарного общества бывших доминирующей социальной единицей. Внутриобщинную дифференциацию, появившуюся ещё на стадии эгалитарного общества, в результате которой выделился вождь, сменяет соподчиненность территориальных образований разного уровня — местных, областных, региональных. Этой соподчиненности соответствовала иерархия местных, областных и т. д. вождей: каждый на своем уровне выполняли общие социальные, политические, экономические и религиозные функции обеспечения жизни общества. Права и обязанности вождей одного уровня были идентичными, но они расширялись в масштабах при переходе на следующий уровень. В этом заключалось отличие от государственной организации, в которой властные функции правителей различных уровней отличаются друг от друга не столько количественно, сколько качественно. Общей особенностью потестарно-политических структур ранжированного общества является то, что они появились в ходе разложения эгалитарного строя на основе производящего хозяйства — земледелия и/или скотоводства. Их назначение заключается в перераспределении избыточного продукта, поддержании сложившихся в обществе экономических и социальных структур, организации общественного труда, включая строительство укреплений, возведение погребальных монументов, трудоемкую хозяйственную деятельность. Первое играет основополагающую роль: доступ к перераспределению общественного продукта обеспечил выделение и укрепление института вождей и появление племенной аристократии, а формирование системы перераспределения стало основой последующего формирования аппарата государственного управления. По этой причине формирование потестарно-политических структур имеет тесную связь с системой распределения и перераспределения общественного продукта. Отличительная особенность политического устройства ранжированного общества — выделение центральной власти, которая обособлена от массы населения, стоит выше внутриобщинного управления и сосредоточивает выполнение названных функций, прежде всего контроль над распределением избыточного продукта.
Эти догосударственные потестарно-политические структуры в социальной антропологии называются вождество согласно с их политическим устройством, в котором главную роль играет институт вождя. Вождество возникает на стадии позднепервобытного общества. По определению Э. Сервиса, вождество — «промежуточная форма, вырастающая из эгалитарного общества и предшествующая всем известным примитивным государствам». Данную форму отличает централизованное управление и наследственный иерархический статус. Вождь и племенная знать принимают участие в управлении и составляют наследственную иерархию. В рамках вождества имеет место социальное и имущественное неравенство, но отсутствует формальный и легальный репрессивный и принудительный аппарат. Политическая организация здесь повсеместно составляет теократию, а форма подчинения власти представляет собой вид религиозного подчинения жрецу-вождю. Этот политический строй проходили и те народы, которые впоследствии не создавали государства.
В вождествах получение избыточного продукта достигается тремя основными путями, включая увеличение производительности труда (это наиболее трудоемкий и малоэффективный способ в ближайшей перспективе), участие в обмене и торговле и военную деятельность. Последний способ имел преимущества, поскольку позволял в случае удачи максимально быстро и безболезненно с позиции общества-завоевателя наращивать избыточный продукт. В результате при переходе от вождеств к государству военная активность растёт повсеместно. Ведущее место войны позволило Льюису Моргану назвать ряд последовательных этапов, в том числе ранние государственные образования, эпохой военной демократии. Этот термин был широко принят в советской историографии, но является неточным и ограниченным, что давно побудило отказаться от него западных учёных и советских этнологов. Сформировавшиеся уже в вождествах потестарные структуры имели в основном военный характер. По своим функциональным истокам статус вождя предполагает прежде всего военное руководство — при одновременном существовании иных элитарных статусов, старейшин, жрецов и др. Концентрация власти вождями приводила к ещё большей «военизации» политических институтов, ввиду того, что общество ориентировалось на военный способ получения прибавочного продукта.
Вождество формировалось в пределах единой этносоциальной структуры — племени, и имело тенденции к распространению и включению в свой состав других племён через создание конфедерации, завоевание или подчинение в форме обложения данью, что в любом случае сопровождало значительное увеличение прибавочного продукта. В этих условиях неравенство социальных статусов в доступе к использованию избыточного продукта привело к нарастанию социальной и имущественной — в дополнение к функциональной — дифференциации. Её закрепление в иерархии статусов характеризует складывание стратифицированного общества.